# Symphony (Imagine Dragons)
Symphony è un singolo del gruppo musicale statunitense Imagine Dragons, pubblicato il 25 novembre 2022 come terzo estratto dal sesto album in studio Mercury - Act 2.

## Video musicale
Il video è stato pubblicato il 7 novembre 2022.

## Tracce
1. Symphony – 2:56